# ريخا شارما
ريخا شارما (بالإنجليزية: Rekha Sharma)‏ (و. م) هي ممثلة، وممثلة أفلام كندية، ولدت في فانكوفر.
.

## وصلات خارجية
- ريخا شارما على موقع IMDb (الإنجليزية)
- ريخا شارما على موقع ميتاكريتيك (الإنجليزية)
- ريخا شارما على موقع روتن توميتوز (الإنجليزية)
- ريخا شارما على موقع ألو سيني (الفرنسية)
- ريخا شارما على موقع أول موفي (الإنجليزية)
- ريخا شارما على موقع قاعدة بيانات الأفلام السويدية (السويدية)
- ريخا شارما على موقع قاعدة بيانات الفيلم (الإنجليزية)
- ريخا شارما على موقع كينوبويسك (الروسية)